# Stivale

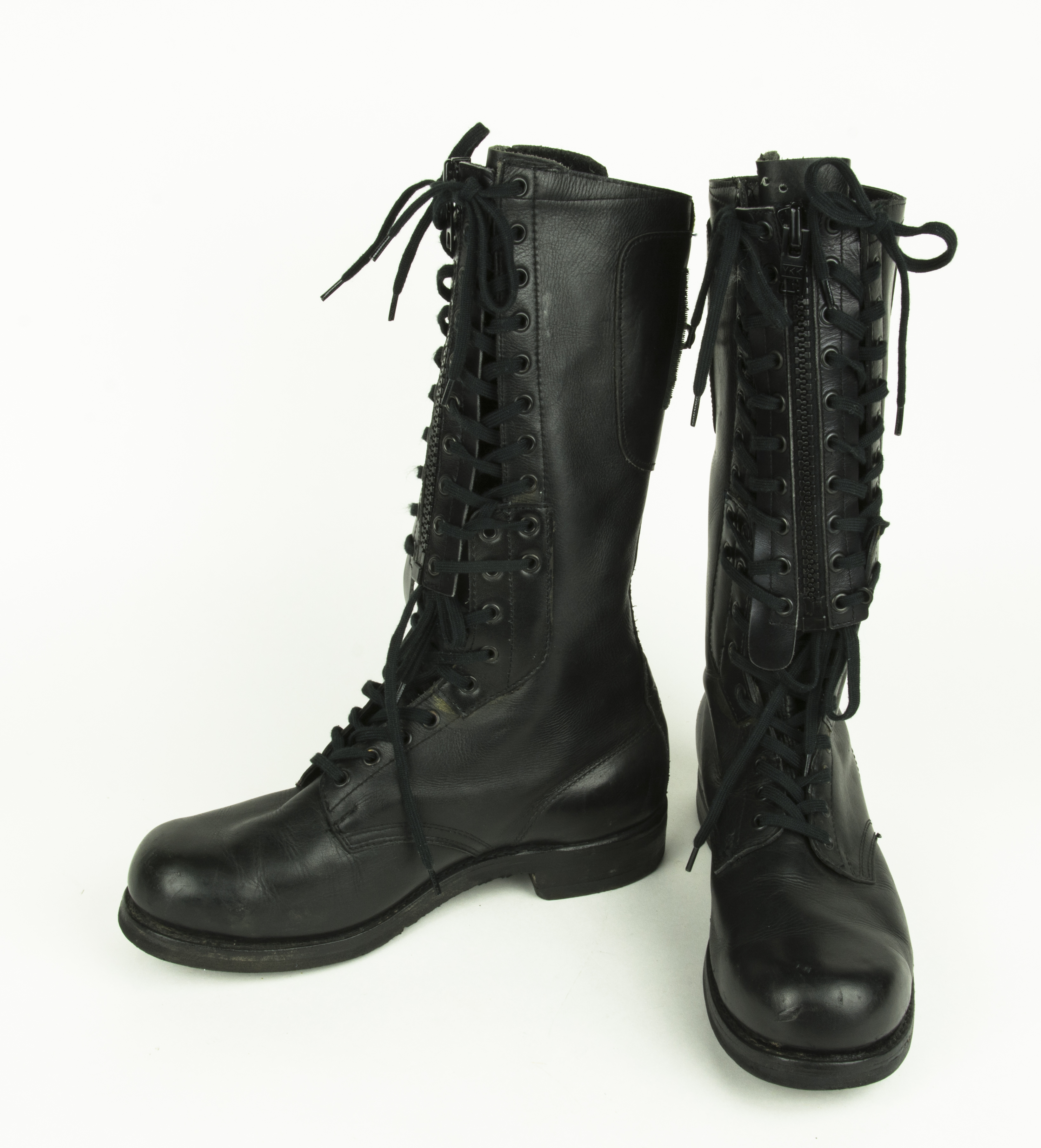
Stivali storici dell'aeronautica svedese

Lo stivale è una calzatura che, oltre al piede, copre la caviglia, parte della gamba e in alcuni modelli anche la coscia.
Può essere a pianta liscia (soprattutto nei modelli arcaici, greci, romani e medievali) o avere un tacco, che a sua volta può essere nettamente distinto dal resto della suola o costruito in un unico pezzo con spessore maggiore in corrispondenza del tacco stesso.
Alcuni stivali sono chiusi anteriormente e si calzano dall'estremità del gambale, altri calzano più comodi ma una volta indossati vanno stretti al collo del piede e/o alla gamba mediante una stringatura anteriore, altri presentano un'apertura a taglio anteriore e si chiudono con lacci o con cerniere lampo (prevalentemente nell'ambito della moda femminile).

## Storia

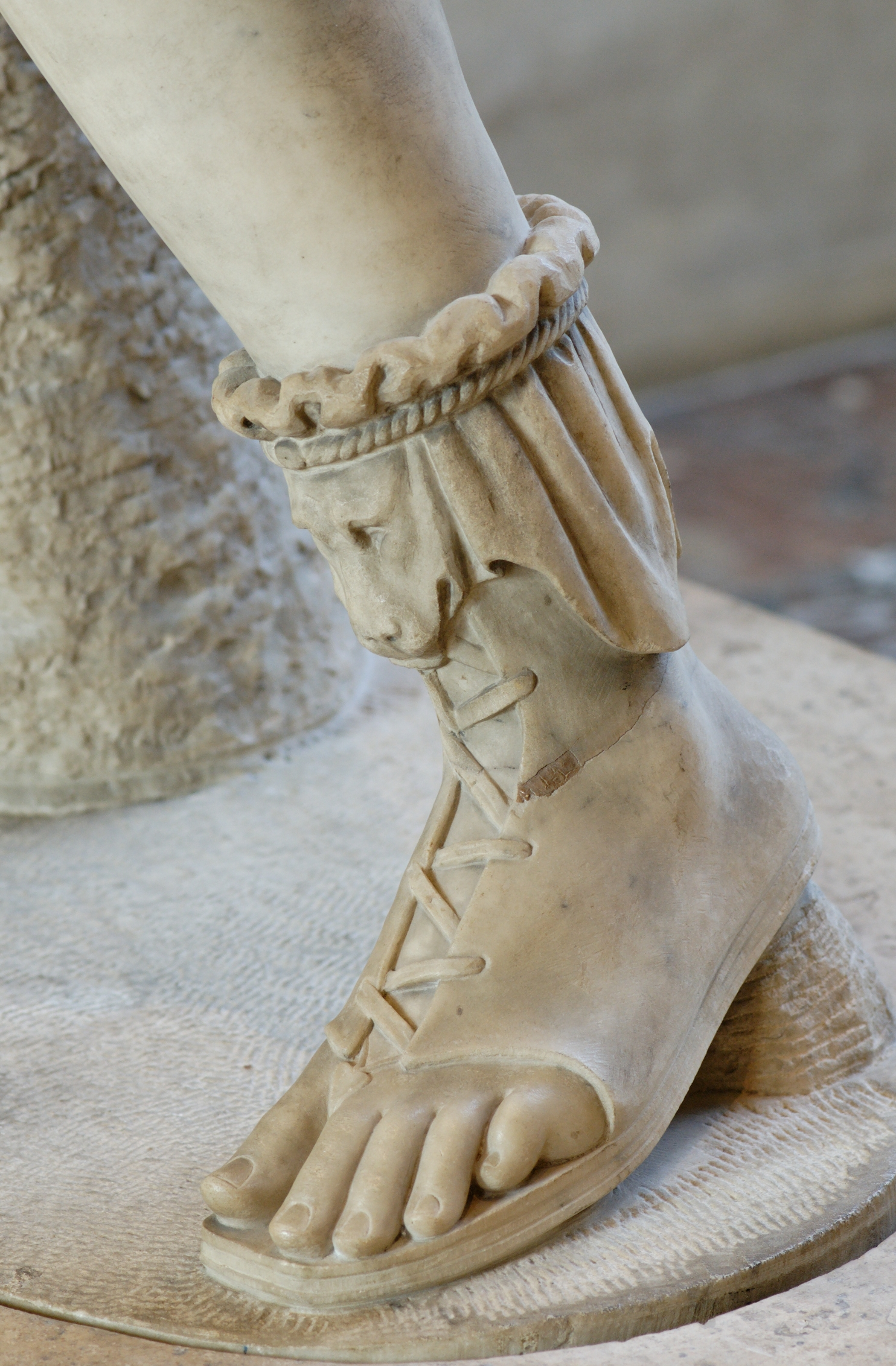
Calzare greco
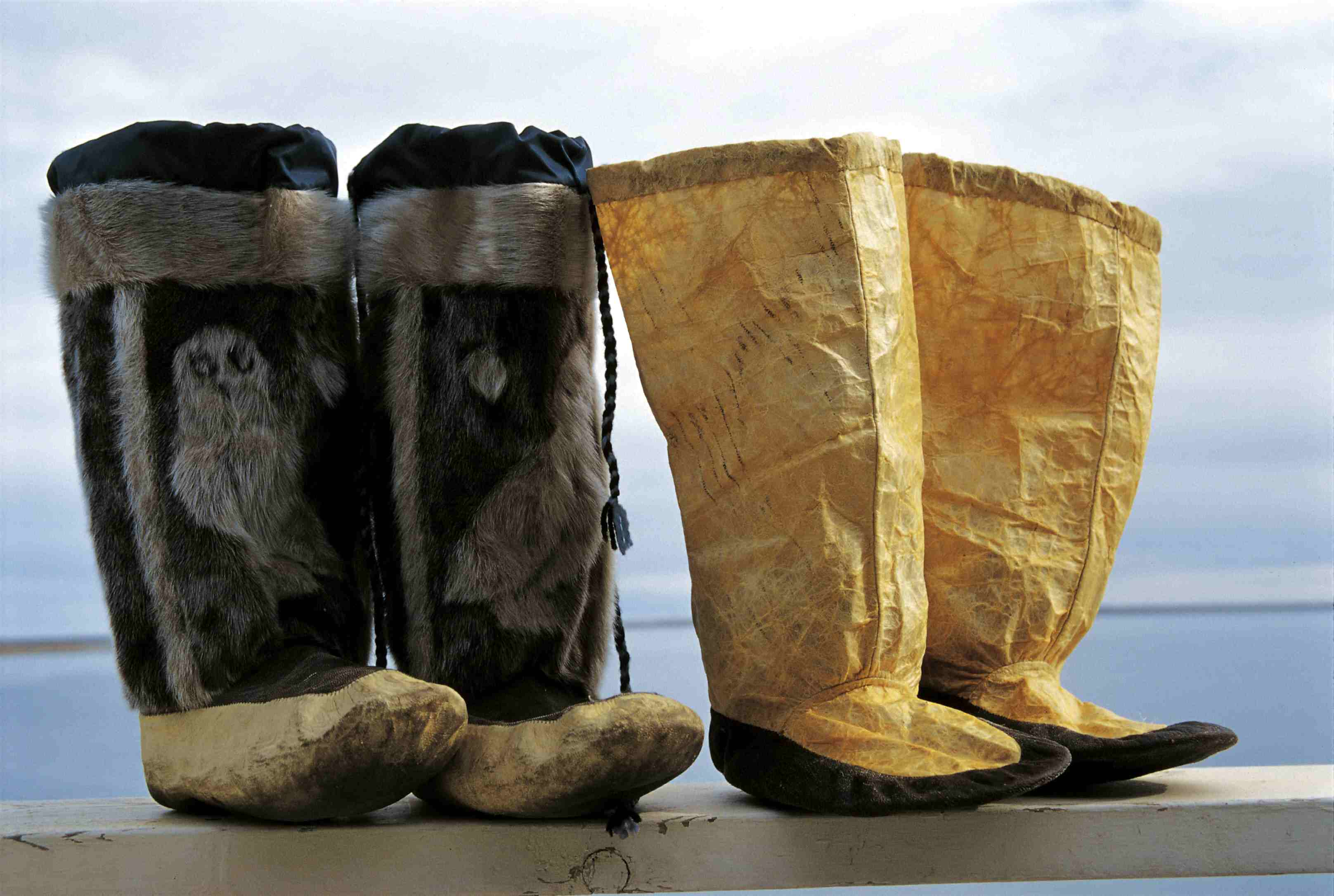
Stivali eschimesi
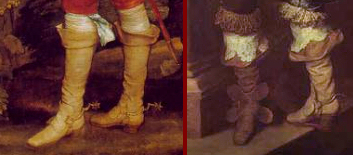
Stivali inglesi del 1630
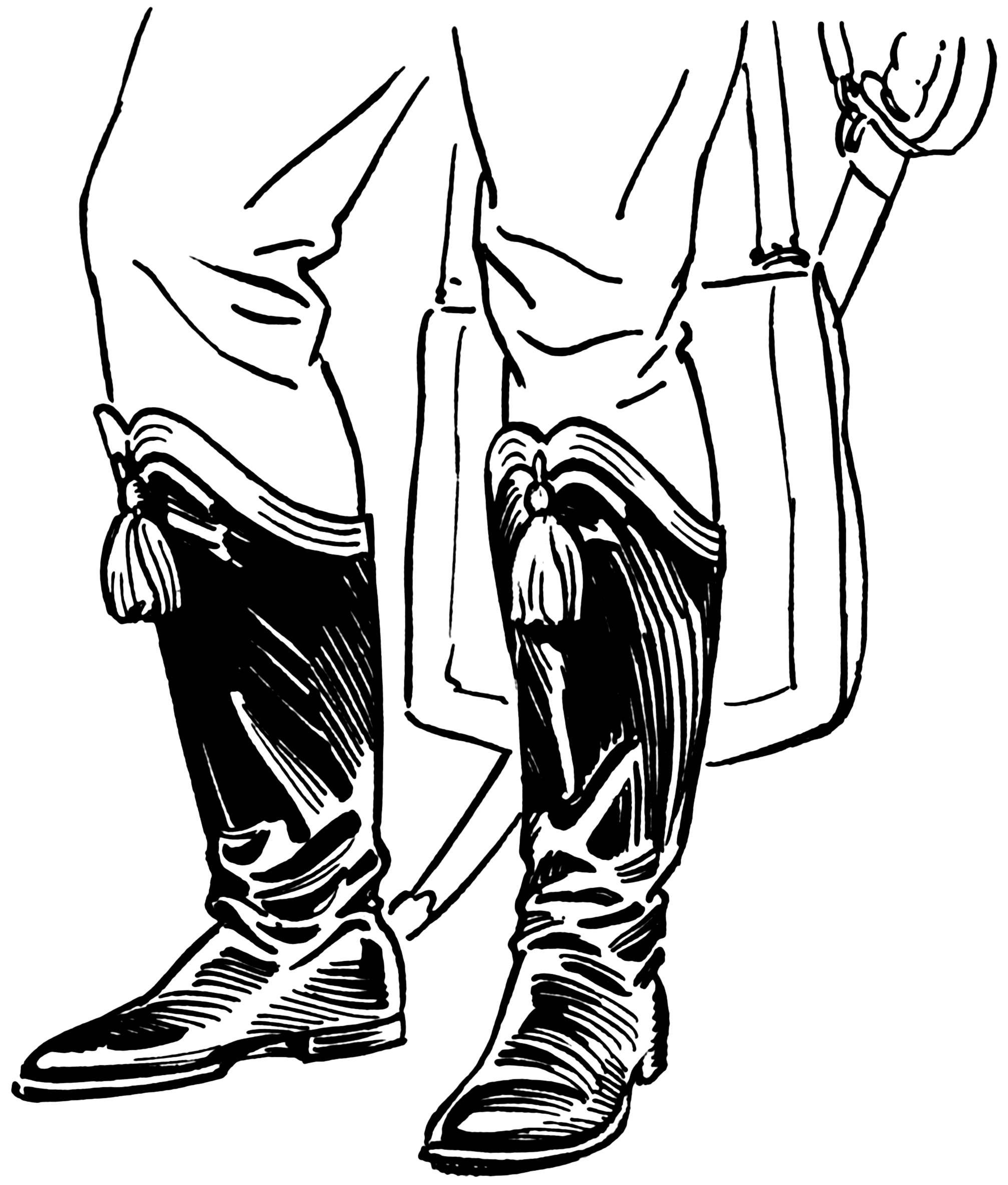
Stivali assiani (in voga nel XIX secolo in ambito militare)

Nati come calzature prevalentemente maschili, gli stivali ebbero scarso impiego nella moda femminile. Nel Medioevo le donne impiegavano gli stivali per cavalcare, era pure diffuso l'uso di stivali di feltro nei monasteri femminili per difendersi dal freddo notturno durante l'ufficio delle ore. Gli stivali da donna erano altresì caratteristici del costume nazionale ungherese.
Lo stivale comunque rimase per secoli poco diffuso presso il pubblico femminile. È nell'ottocento che si diffonde nella forma dello stivaletto.
I primi stivali da donna arrivano all'altezza del polpaccio, hanno i lacci e la punta arrotondata, il tacco è appena accennato. Con il nuovo secolo la donna si appropria degli stivali, inizia la loro produzione a livello industriale, le linee sono più femminili, il tacco si alza e la punta si assottiglia.
Gli stivali trovano impiego nella pratica dell'equitazione, dagli anni venti abbinati ai pantaloni allorché le donne abbandonano la monta all'amazzone.
È però con gli anni sessanta che gli stivali cessano di essere dei semplici accessori per diventare degli elementi fondamentali dell'abbigliamento. E questo grazie anche ad un'altra rivoluzionaria invenzione: la minigonna. Con le gonne sempre più corte, gli stilisti sentono l'esigenza di allungare le calzature, i nuovi stivali sono alti fin sopra il ginocchio, hanno la zip laterale che permette di renderli aderenti alla gamba, sono solitamente neri o marroni e i tacchi sono squadrati e non troppo alti. All'inizio degli anni settanta lo sviluppo degli stivali è tale che molti modelli fanno tendenza: dagli stivaletti alla caviglia agli stivali inguinali e alle piattaforme.
Gli anni ottanta vedono il ridimensionarsi delle stravaganze degli anni precedenti e segnano il passaggio a forme più sobrie: gli stivali ritornano normali, perdono la zip e si allargano sulla gamba per far passare la caviglia. Alcuni hanno del materiale rigido per rinforzare la gamba, come gli stivali a tubo, altri sono morbidi e pieghevoli spesso in camoscio.
Negli anni novanta alcuni stilisti, fra cui Versace ripropongono peraltro i cuissardes alti sopra il ginocchio. Parallelamente si sviluppa la tendenza dello stivale unisex. Quelli che sono gli stivali da lavoro e gli anfibi militari entrano a far parte dell'abbigliamento di parecchi gruppi giovanili, primo tra tutti i punk.

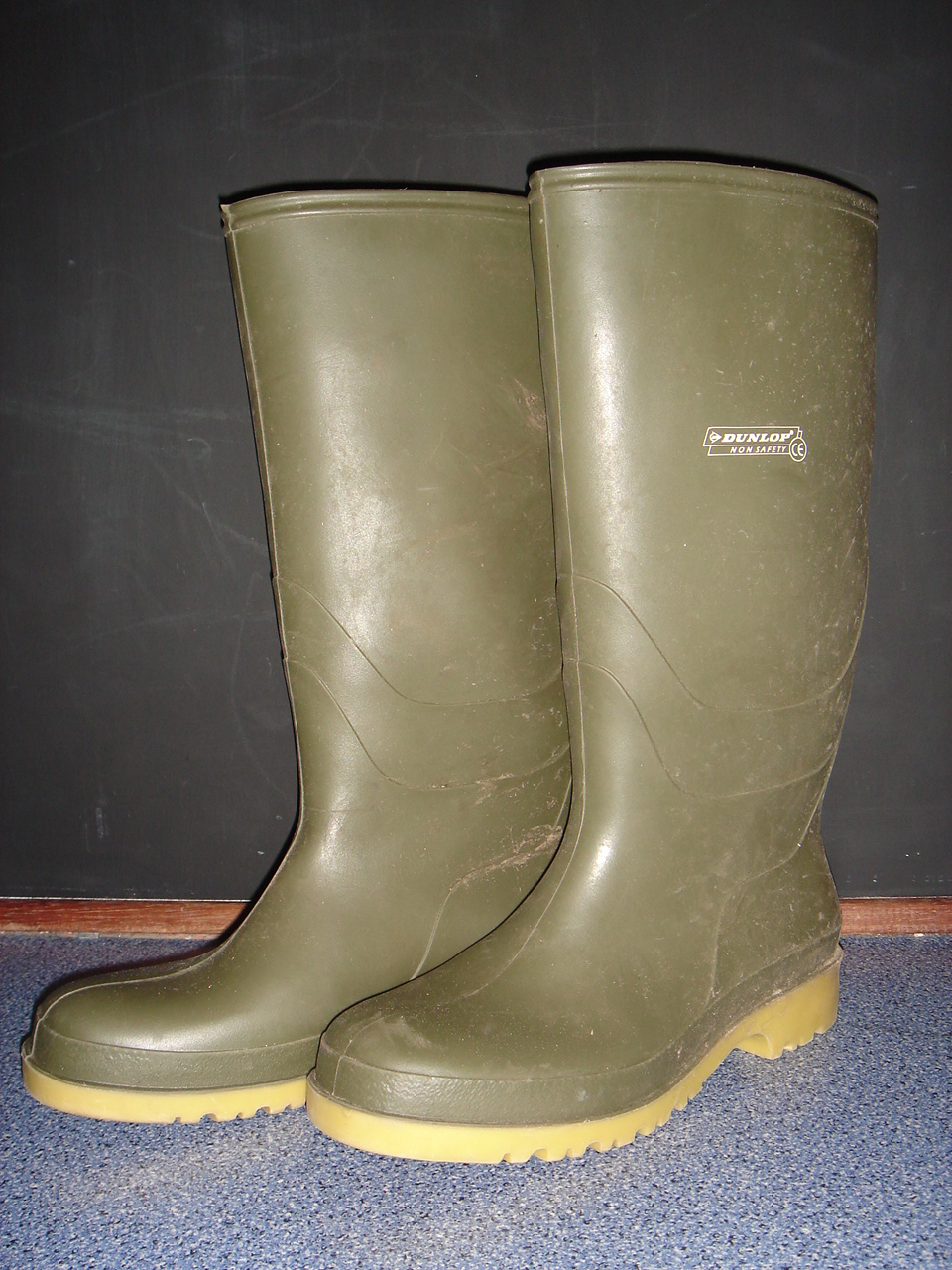
Stivali di gomma
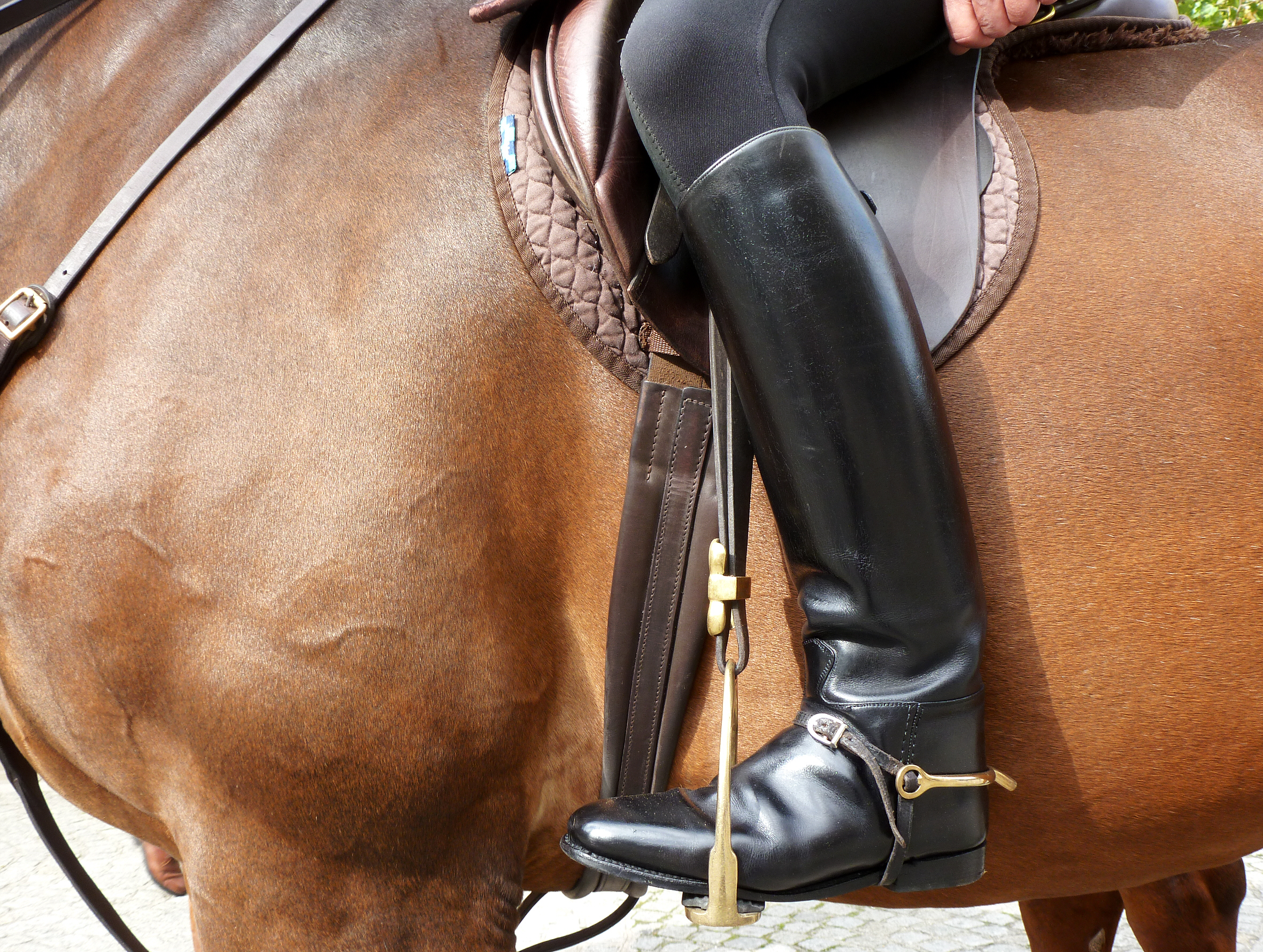
Stivali da equitazione
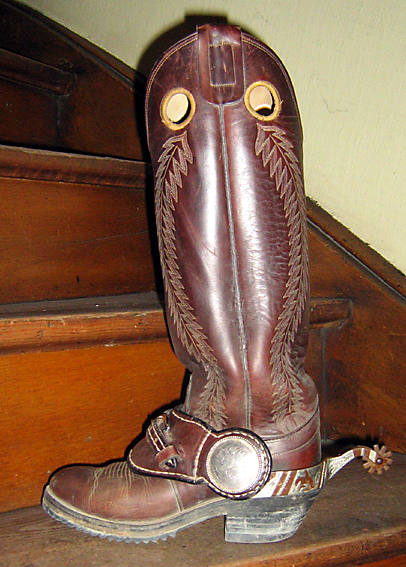
Stivali da Buckaroo (cow boy della California)
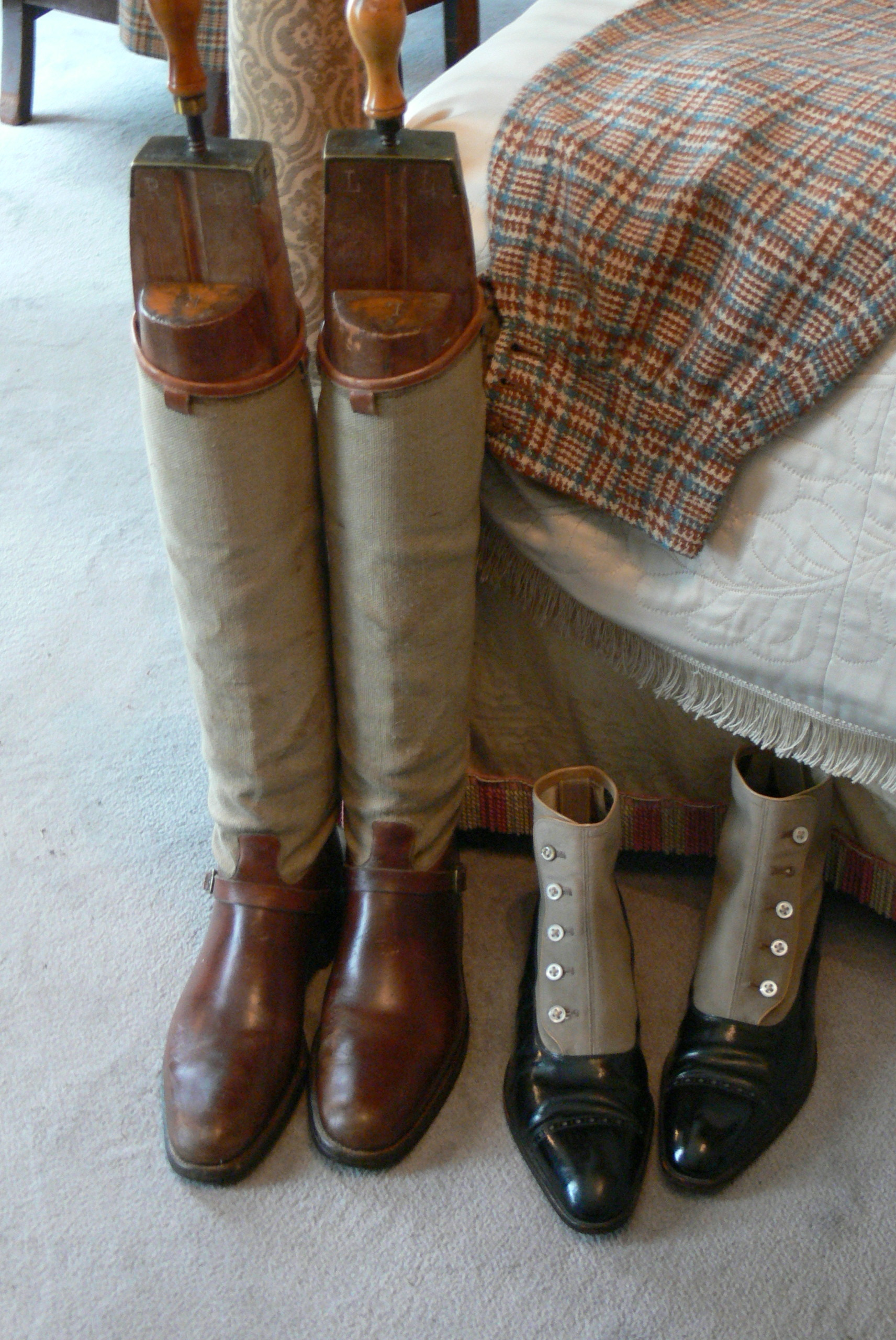
Stivali e stivaletti maschili tradizionali inglesi
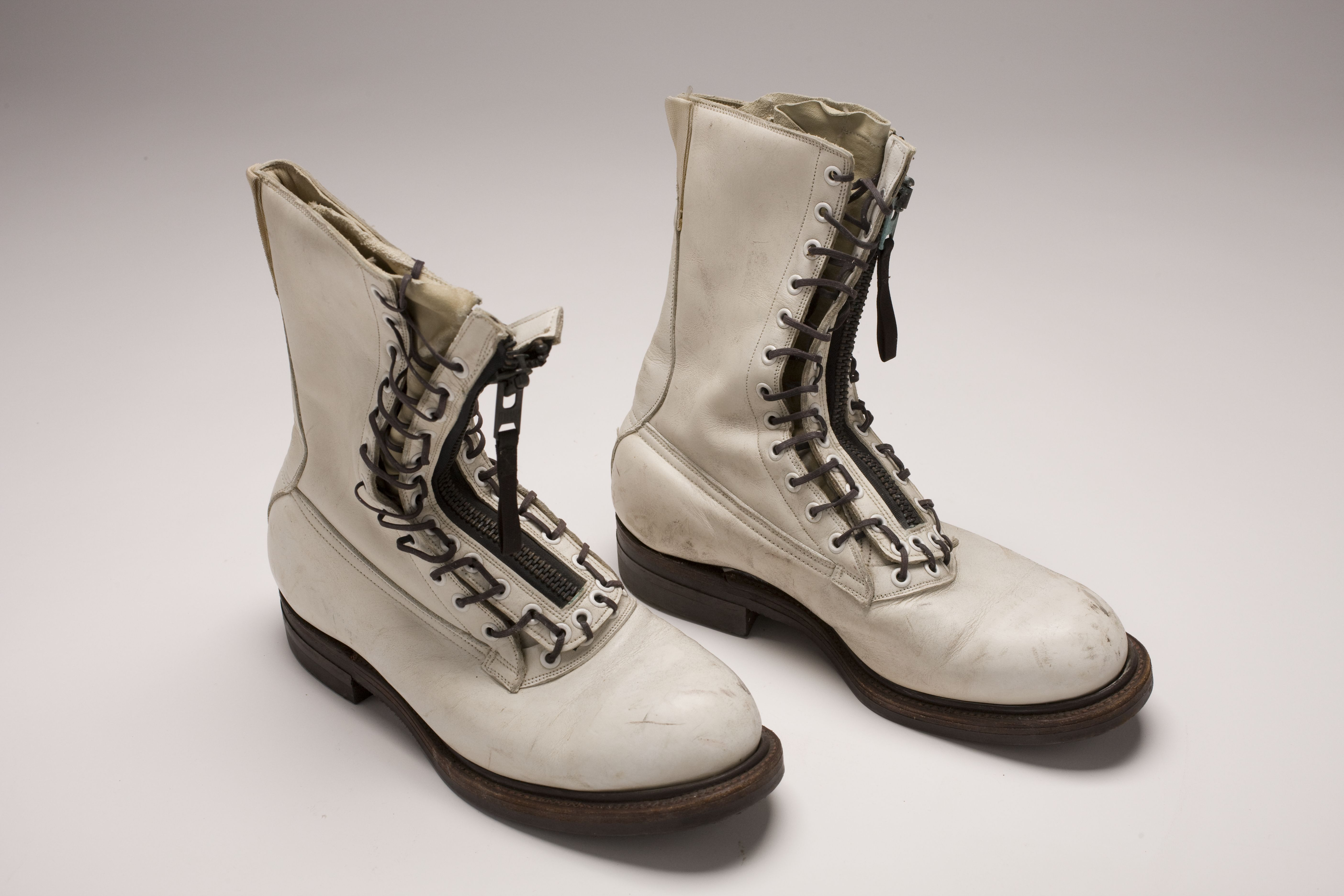
Stivali volo Suit

## Utilizzo
Vari tipi di stivale hanno avuto e hanno una funzione estetica e connotativa dell'appartenenza politica e culturale avulsa dal loro campo d'impiego originario: ad esempio i cosiddetti anfibi militari (ripresi in forma alleggerita da modelli civili quali quelli a marchio Dr. Martens) sono indossate dagli artisti e dai fan del punk, così come negli anni settanta ed ottanta dagli skinhead, e ancor oggi da formazioni di estremisti di destra.
Ciclicamente tornano di moda nell'abbigliamento femminile occidentale stivali (spesso in pelle) alti fin sotto il ginocchio o fin oltre la metà coscia (cosiddetti cuissard, letteralmente "cosciarde") che derivano direttamente dagli stivali in uso dal XVII al XVIII secolo in ambito militare, prevalentemente per i reparti a cavallo e gli ufficiali.
Oltre all'estetica, lo stivale è utilizzato per la protezione da acqua e fango, e in questo caso è spesso fatto in gomma rivestita di tela, e non ha una chiusura.
Ad esempio in ambito lavorativo e sportivo quelli in gomma telata con gambale di varia altezza a seconda dell'impiego. In alcuni modelli per la caccia da appostamento e la pesca in torrente i gambali si giuntano ad una sorta di braga dello stesso materiale, a cui son affibbiate delle bretelle che ne fanno una sorta di pantalone completo, oppure una salopette e in alcuni modelli una tuta fino alle spalle.
Anche in equitazione gli stivali chiusi in gomma termoplastica si affianca spesso ai modelli classici in cuoio e pelle.
Gli scopi di protezione si estendono anche ai lavoratori di industrie chimiche per la protezione da agenti chimici e agli addetti alla lavorazione dell'acciaio per i metalli fusi.
Esistono inoltre stivali isolati e gonfiabili utilizzati nel continente antartico.

### Ambito militare
La nascita dello stivale viene fatta coincidere con l'era paleolitica dove venivano originariamente costruiti con pelle animali arrotolati intorno al piede ed adornati con dettagli in avorio. Le prime raffigurazioni degli stivali in ambito militare risalgono ai Sumeri; i soldati venivano rappresentati con stivali alti fino al ginocchio, nati dall'esigenza di ripararsi dal lancio delle pietre causate dal galoppo dei cavalli. L'uso dello stivale sul campo da guerra era particolarmente diffuso tra le leggendarie Amazzoni. Le donne guerrieri si appropriarono degli stivali maschili alti al ginocchio in cui infilavano pantaloni aderenti. Diversa la configurazione dello stivale militare in antica Grecia, con l'utilizzo di particolari tecniche essi venivano fabbricati con taglio accorciato alla caviglia. Gli stivali alti ricomparvero con i soldati Micenei, che indossavano un sandalo a cui venivano legati delle parti in pelle per proteggere gli arti inferiori. Gli Armeni erano soliti dipingere i propri stivali in guerra di tonalità rosso cremisi per distinguersi dai nemici. In antica Roma i gladiatori utilizzavano stivali in cuoio con parti metalliche saldate ed allacciati all'altezza della coscia. Forme appuntite e dettagli in oro vennero aggiunti dai Bizantini, particolari che costituirono la base del modello di stivale diffusosi del Medioevo.
Gli stivali militari erano un emblema di potere e dominio, eppure il valore simbolico variava a seconda del luogo del tipo di scarpa e di chi la portava: per esempio, gli stivali Wellington dell'ufficiale, lustri come specchi, parlavano di un'autorità maschile, mentre i robusti e antiquati scarponi Blucher indicavano una condizione servile. Tra il 1820 e il 1845 lo scarpone era simile agli zoccoli chiodati, bassi e con la suola in legno dei braccianti, mentre gli stivali assiani o Wellington dell'ufficiale, alti fino al ginocchio e meno pratici per camminare, derivavano visibilmente dagli stivali di equitazione.
All'epoca delle guerre napoleoniche la richiesta di calzature militari aumentò in tutta Europa. Le uniformi e le scarpe venivano fornite su contratto da ditte che si contendevano gli appalti dell'esercito, e per offrire prezzi più bassi i fabbricanti trascuravano la qualità del prodotto. Gli scarponcini Blucher era una calzatura umile, priva di fodera e non arrivava neppure a coprire la caviglia al fine di risparmiare sul cuoio impiegato perciò queste calzature, distribuite gratuitamente alla truppa, arrecavano spesso danni e sofferenze. Anche per questo i costosi stivali costituivano un simbolo di distinzione ed erano appannaggio degli ufficiali e la loro storia si intreccia con gli andamenti della moda.
Nell'Ottocento gli ufficiali erano famosi per la loro eleganza: le loro uniformi erano sempre fatte su misura. Lo stile aveva un suo rovescio della medaglia: la mancanza di praticità. Agli inizi dell'Ottocento gli stivali da ufficiale arrivavano quasi al ginocchio, il che denotava la loro origine come calzatura da cavallerizza, pensata per evitare la frizione tra la gamba e la sella. Gli Wellington andavano fatti su misura in base all'esatta forma della gamba e per calzarli era necessario il corno da scarpe e sfilarli poteva essere molto difficile.